# Bassin de la Baie des Glaciers
Pour le parc national associé, voir Parc national de Glacier Bay.
Le bassin de la Baie des Glaciers (en anglais Glacier Bay Basin), situé en Alaska du Sud-Est, englobe la Baie des Glaciers et les montagnes et glaciers environnants. Il a été proclamé monument national américain le 25 février 1925, a ensuite été agrandi, et défini le 2 décembre 1980 comme parc national et réserve de la Baie des Glaciers en vertu de l'Alaska National Interest Lands Conservation Act, couvrant une superficie de 1 329 000 ha. En 1986, l'UNESCO a créé une réserve mondiale de biosphère de 23 000 ha. C'est la plus grande réserve de biosphère gérée par l'UNESCO dans le monde. En 1992, l'UNESCO a désigné cette zone comme faisant partie d'un site du patrimoine mondial, s'étendant sur une superficie de 98 000 km2, qui comprenait également le Parc national de Wrangell–Saint-Élie, le parc national Kluane (Canada) et le parc Tatshenshini-Alsek (Canada). Une partie du parc national est également une zone de nature sauvage couvrant 1 076 000 ha,,,,.
Les glaciers actuels couvrent une superficie de 3 560 km2 et représente 27% de la superficie du parc. Jusqu'au début des années 1700, la région était un grand glacier solide unique. Il a depuis battu en retraite et est devenu le plus grand parc aquatique protégé au monde. La baie des glaciers, dans le golfe d'Alaska, était connue sous le nom de Glacier Grand Pacifique, d'environ 1 200 m d'épaisseur et environ 32 km de largeur. Au cours des 200 dernières années, les glaciers se sont retirés, libérant 105 km d'océan, et dans ce processus 20 glaciers se sont séparés du reste. En 1890, la baie a été nommée « Baie des Glaciers » (Glacier Bay) par le capitaine Lester A. Beardslee de l'US Navy. Il avait d'abord été proclamé monument national américain le 25 février 1925 par le président Calvin Coolidge,,,,.
La baie des glaciers possède de nombreuses branches, criques, lagunes, îles et canaux qui offrent des perspectives d'exploration scientifique et de plaisir visuel. Ainsi, la région est populaire en tant que destination de croisière pendant la saison estivale. Cependant, le National Park Service impose des restrictions sur le nombre de navires pouvant opérer en une journée : 2 navires de croisière, 3 bateaux d'excursion, 6 navires affrétés et 25 navires privés. Selon les statistiques du National Park Service pour l'année civile 2009, 444 653 personnes ont visité la baie des glaciers, dont 422 919 passagers de bateaux de croisière,.

## Histoire

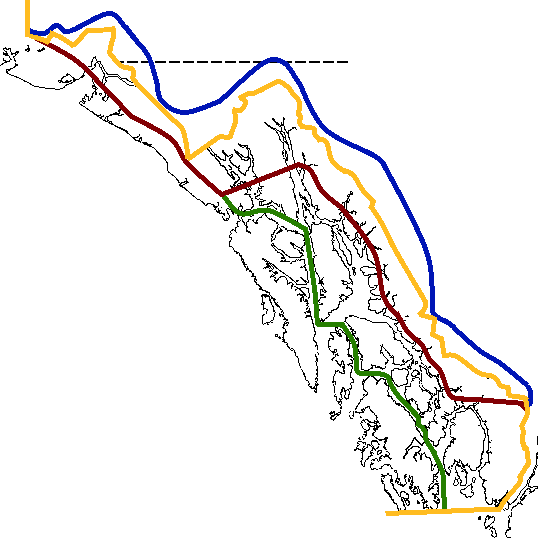
Conflits d’intérêts dans l'enclave d'Alaska avant l'arbitrage de 1903. En bleu, la frontière revendiquée par les États-Unis, en rouge celle revendiquée par le Canada et le Royaume-Uni, en vert la frontière revendiquée par la Colombie-Britannique et en jaune la frontière actuelle.

Les géologues pensent que la baie des glaciers a existé pendant au moins quatre périodes glaciaires s'achevant par le petit âge glaciaire, datant d'il y a 4000 ans. Aujourd'hui, tous les glaciers du parc seraient des vestiges de cette période glaciaire.
La première histoire enregistrée dans la baie des glaciers est celle de l'expédition russe de 1741 de Vitus Bering et Aleksei Chirikov. La Pérouse (qui a donné son nom à l'un des glaciers de la baie) a établi un contact avec les habitants locaux, les Tlingits de Lutya Bay, en 1786. Les Russes ont ensuite revendiqué la région.
En 1794, Joseph Whidbey, capitaine du Discovery lors de l'expédition de George Vancouver en 1791-1955, a rapporté que l'exploration de cette partie de la côte était bloquée par un mur large de 3,2 km et épais de 1 200 mètres. Vancouver a revendiqué la terre pour la Grande-Bretagne en conflit avec une revendication russe antérieure, qui a été résolue par le traité de Saint-Pétersbourg de 1825. Les États-Unis ont acheté l'Alaska aux Russes en 1867 avec une réclamation en vertu de ce traité de posséder toutes les terres jusqu'au « sommet des montagnes situées parallèlement à la côte ». Les États-Unis et le Canada ont convenu qu'un conseil d'arbitrage tracerait la frontière exacte. La sentence arbitrale rendue en 1903 a résolu la dispute de la frontière de l'Alaska en traçant une ligne qui reliait les pics montagneux de cette région. Parce que l'accord a gelé la frontière exacte en 1903, un nouveau recul du glacier ne modifie pas la frontière car la côte s'étend vers le nord,. Par conséquent, la limite nord de Tarr Inlet approche de la frontière.
La découverte d'or dans la région a provoqué une ruée vers l'or. En 1890, l'île Willoughby fut le théâtre d'un rassemblement de mineurs, qui fut suivi par la création du district minier de Berry. Dans les années 1890, une mine de sel a été établie à Bartlett Cove. Des élevages de renards et une conserverie ont également été créés ; cependant, la conserverie a été abandonnée en 1935.

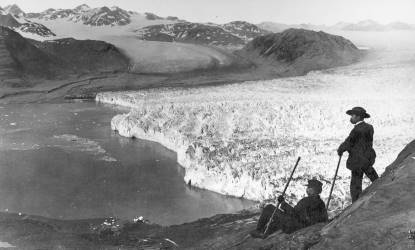
Une photo par Frank Roche de LaRoche (debout) et TJ Richardson (assis) sur un versant du Mont-Wright surplombant le Glacier Muir.

John Muir, naturaliste, écologiste et scientifique, a été pionnier dans l'étude du phénomène de la Glacier Bay. Au cours de ses recherches, Muir avait vu les glaciers en action. Il avait remarqué que la glace s'était retirée presque tout le long du chemin,. En 1888 (1889 selon certaines références), lorsque John Muir a visité la baie pour la première fois, ce glacier était de 77 km et a reculé de la mer de 71 km. Maintenant, il se retire à 105 km, vestige de l'ancienne muraille du système glaciaire et compte 16 grands glaciers de marée (10, 12 ou 15 selon certaines références).
En 1899, le riche magnat de chemins de fer Edward Harriman a organisé une expédition maritime vers l'Alaska, l'Expédition Harriman, comprenant une communauté d'élite de scientifiques, artistes, photographes et naturalistes pour explorer et étudier la côte de l'Alaska. Le voyage a duré deux mois, partant de la ville de Seattle, longeant la côte de l'Alaska, jusqu'en Sibérie aller-retour. À bien des égards, l'expédition était une intersection entre la science du XIXe siècle et celle du XXe siècle. L'expédition a affirmé avoir découvert quelque 600 espèces, dont 38 nouvelles espèces fossiles. Ses membres ont renseigné par cartes l'aire de répartition de nombreuses espèces. Ils ont découvert un fjord non cartographié et nommé plusieurs glaciers. John Muir et son ami Harriman qui étaient membres ont joué un rôle déterminant dans le lobbying gouvernemental sur la législation du parc national. L'expédition Harriman a contribué à documenter l'étendue de la retraite du glacier en 1899.
John Muir cherchait à corroborer les théories de la glaciation continentale de Louis Agassiz, dont les controversées Études sur les Glaciers ont été publiées en 1840. L'année 1893 a vu l'arrivée du premier navire de tourisme dans la baie à Bartlett Cove, qui est devenu au fil des ans un élément central du commerce touristique dans la baie des Glaciers. En 1916, le Glacier Grand Pacific était à la tête de Tarr Inlet, à environ 105 km de l'embouchure de la baie des Glaciers. Il s'agit de la retraite glaciaire la plus rapide jamais documentée. En 1925, Glacier Bay a été déclaré monument national.
Pendant des siècles, la baie des Glaciers a été habitée par les tribus indigènes Huna Tlingit d'Alaska. Leurs traditions orales indiquent qu'ils se sont déplacés avec la dernière avancée du glacier. Ils habitent toujours la baie et cela fait partie intégrante de la « tapisserie de leur vie ».

## Géographie

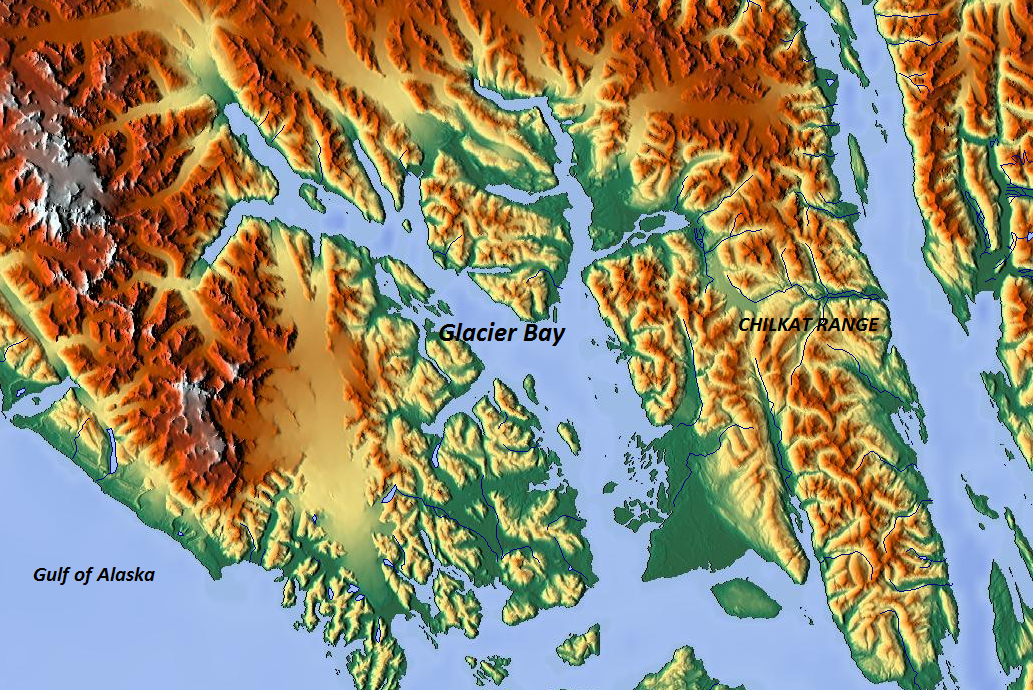
Relief de la baie des glaciers.

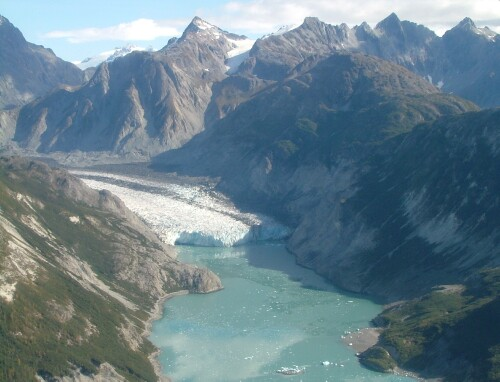
Glacier McBride, Baie des Glaciers, en 2004.

La baie des glaciers est englobée dans la plus grande zone Parc national & Réserve d'environ 13 000 km2. La réserve, ensemble spectaculaire de vie marine et terrestre, est délimitée par la forêt nationale de Tongass qui borde l'est et le nord-est ; la frontière internationale avec le parc provincial Tatshenshini-Alsek Wilderness en Colombie-Britannique, au nord du Canada ; les eaux de Cross Sound et de la frontière du détroit de glace au sud ; l'océan Pacifique à l'ouest. Lorsque le président Calvin Coolidge a fait de la baie glaciaire un monument national en 1925, l'objectif clair était :
« un certain nombre de glaciers de marée ... dans un cadre magnifique de hauts sommets ... une grande variété de couvert forestier composé de zones matures, de corps d'arbres jeunes qui se sont établis avec le retrait de la glace qui devrait être préservée dans un état absolument naturel, et de grandes étendues maintenant nues qui deviendront boisées au cours du siècle prochain ; une opportunité unique pour l'étude scientifique du comportement glaciaire et des mouvements et développements qui en résultent de la flore et de la faune, et de certaines reliques précieuses de forêts interglaciaires ; intérêt historique, ayant été visité par des explorateurs et des scientifiques depuis les premiers voyages de Vancouver en 1794 qui ont laissé de précieux enregistrements de ces visites et explorations. »
L'Alaska National Interest Lands Conservation Act de 1980 a changé son statut en « parc national et réserve » couvrant une superficie de 1 329 000 ha dont 23 000 ha de réserve. 1 080 000 ha ont été déclarés « zone de nature sauvage ». La baie des glaciers comprend également environ 160 ha de deux groupes de claims miniers et environ 1 200 ha attribués aux autochtones d'Alaska ; quelques petites étendues privées sont également signalées dans les limites de la baie des glaciers.
Le bassin de la baie des glaciers est maintenant une myriade de glaciers de marée, de chaînes de montagnes enneigées, de côtes océaniques, de fjords profonds et de rivières et de lacs d'eau douce qui offrent des paysages terrestres et marins très variés, et hébergent une mosaïque de communautés végétales et une diversité de faune marine et terrestre,.
La baie est couverte de 3 560 km2 de glaciers, ce qui représente 27% de la superficie du parc, la plupart des glaciers étant originaires de montagnes de 2 400 à 4 600 m d'altitude. Plus de 50 glaciers ont été nommés (glaciers flottants et glaciers rattachés au continent) ; 10 glaciers d'eau de marée - un sur le bras Est de la baie et tous les autres sur le bras Ouest atteignent les rivages et qui ont vêlé (littéralement « se sont détachés ») pour produire des icebergs. Sept de ces glaciers seraient des glaciers de marée actifs, qui dépeignent le phénomène de vêlage, ce qui signifie qu'ils se brisent en icebergs et tombent dans la mer avec un bruit de tonnerre soulevant de grosses vagues,. Le glacier McBride est le seul glacier de marée dans le bras Est, à une distance de 74 km de Bartlett Cove. Parmi les autres glaciers du bras Ouest, le glacier Johns Hopkins est le plus éloigné (117 km de l'entrée de la baie), tandis que le glacier de la Margerie est à environ 102 km.
Le National Park Service gère un total de 245 684 ha d'eaux marines de la baie des Glaciers. Cela couvre un littoral de 3 100 km2, y compris une partie de la côte à l'extérieur de la baie. Le bassin de Glacier Bay en tant que tel compte une ligne de côte de 2 000 km2, y compris toutes les îles ; la côte sans compter les îles représente 906 km. Le point le plus profond de la baie est de 430 m de fond, les marées diurnes se produisant toutes les 6 heures, avec une plage à marée haute large 1,5 à 5,5 m (la limite supérieure de la plage serait de 7 m).
Selon les découvertes enregistrées, la plupart des glaciers reculent, à l'exception du glacier Johns Hopkins qui avance et du glacier Margerie qui est stable. L'amincissement ou le retrait des glaciers est attribué à de plus faibles chutes de neige sur les collines, entraînant une augmentation des températures l'hiver, suivie d'une diminution de la couverture nuageuse et des précipitations l'été.
Le rebond post-glaciaire dans le bassin de la baie des glaciers a été étudié par des chercheurs de l'Institut de Géophysique de l'université de l'Alaska à Fairbanks en Alaska, en association avec le National Park and Preserve Service, dans le cadre d'une subvention de la National Science Foundation utilisant la géodésie GPS combinée à des études de rivages surélevés et marégraphes. Les études ont établi que les taux de rebond des glaciers les plus rapides au monde se produisent maintenant dans la région de Glacier Bay. Les études ont également indiqué que « ces ajustements au chargement et au déchargement du LIA produisent des contraintes importantes sur la croûte terrestre qui peuvent affecter la sismicité et la tectonique régionale. La montée des terres modifie également continuellement la texture géomorphique du rivage dans tout le parc et provoque des changements dans les modèles hydrologiques, l'érosion et la sédimentation. Tous ces changements ont un impact direct sur les écosystèmes du parc. ».
La Baie des Glaciers ne peut être approchée que par bateau et en partie par randonnées le long de trois sentiers (16 km) et en kayak sur 1 100 km de côte. La station routière et l'aéroport les plus proches se trouvent dans la petite ville de Gustavus, « porte sud » de la baie des Glaciers. Cependant, Gustavus en tant que tel n'est accessible que par voie aérienne et maritime. Juneau, capitale de l'Alaska, est à environ 97 km,. La distance approximative entre Anchorage et Juneau est de 912 km.
Les caractéristiques de progression et de retrait des glaciers de la baie sont expliquées par l'état stable de la neige convertie en glace sur les collines. La glace, lentille d'eau à la base du substrat rocheux, glisse vers le bas. La bonne moraine de roches et de gravats l'isole de l'érosion hydrique. Ainsi, par températures glaciales, fréquentes toute l'année, le glacier avance. Lorsque l'isolation et l'effet d'érosion des collines se réduisent, que l'érosion s'installe avec l'augmentation des températures, les glaciers commencent à reculer. Un autre phénomène imprévisible observé chez de nombreux glaciers de la baie est le vêlage. Le vêlage est un processus par lequel des blocs de glace se détachent du glacier, quelles que soient les conditions météorologiques, tout au long de l'année, et s'écrasent dans la mer avec un bruit de tonnerre créant une forte turbulence.
Près d'une décennie après le séisme de 1899 (magnitude 8,4 sur l'échelle de Richter), la baie des Glaciers a été fermée aux navires, à cause d'une invasion de la baie par des blocs de glace détachés à la suite du séisme. Même si elle se trouve dans la région d'activité volcanique de la « bordure de feu » du Pacifique, aucun volcan actif n'a été enregistré sur place. Cependant, ces deux facteurs pourraient avoir des effets sur les changements environnementaux dans la baie des Glaciers,.

### Découvertes archéologiques
Des découvertes archéologiques ont été mises au jour sur deux sites de la baie des Glaciers, qui relient la région à la période holocène. Sur l'île Baranoff, une découverte préhistorique date l'occupation de la région entre 3200 et 4600 BP. Une maison, des outils microlithiques et de travail du bois lourd ont été découverts à Ground Hog Bay, datés d'environ 2000 BP. Ceci correspond à « vers la fin de l'hypsithermal (fluctuation thermique climatique maximale) et le début du petit âge glaciaire ». Ainsi, il a été interprété par comparaison avec des endroits similaires de la région, comme la côte sud de la Colombie-Britannique, que le type de culture observé ici est comparable à la culture qui existait à l'époque historique sur la côte nord-ouest. Le potentiel de trouver davantage de tels sites serait élevé.

### Aspects ethnographiques

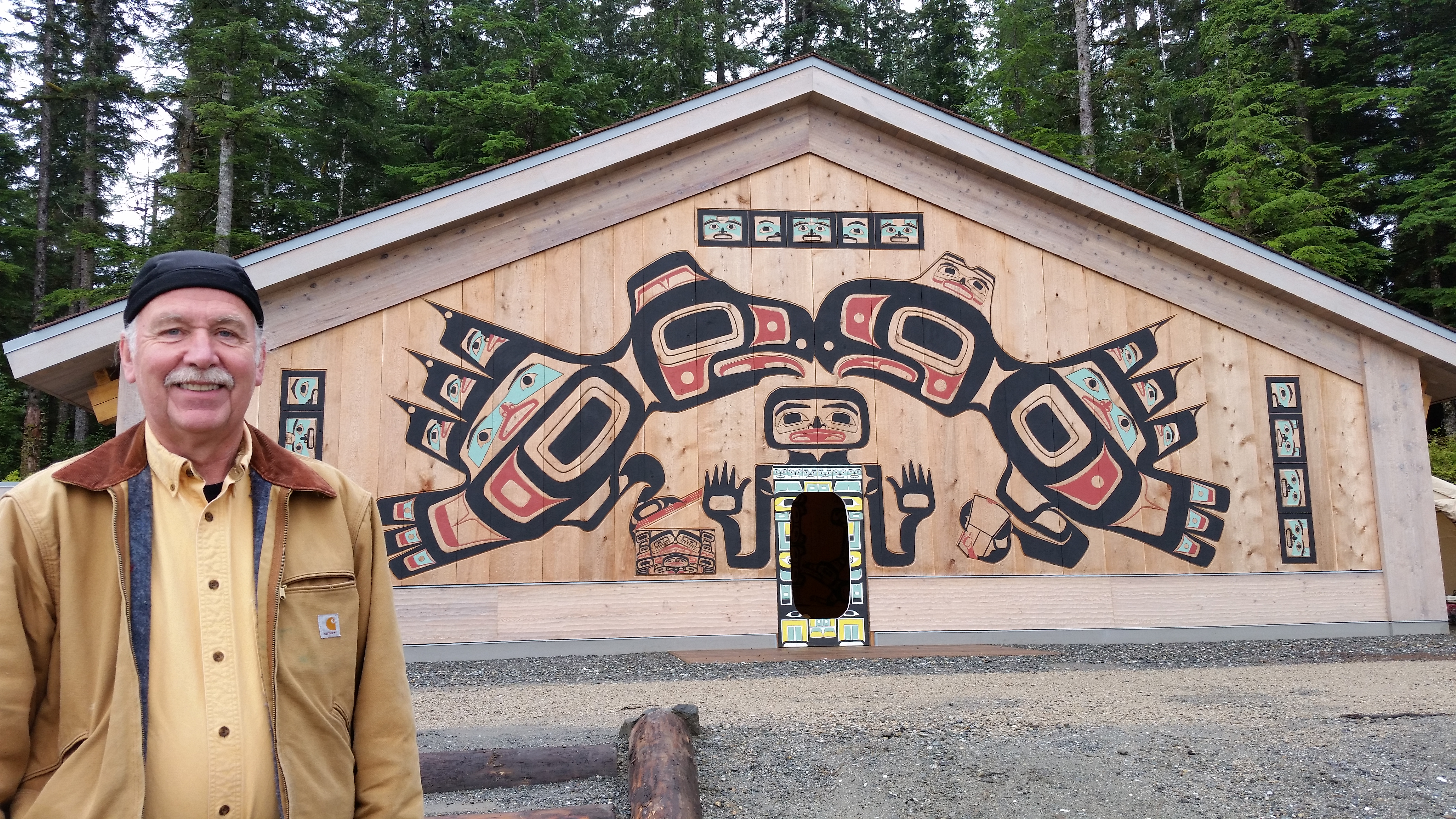
Kaachyaas, artiste de la maison tribale Hoonah Tlingit, « Les larmes du glacier ».

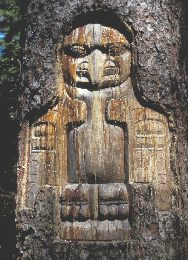
Un marqueur de sentier Tlingit dans le parc et la réserve de Glacier Bay.

Les Tlingits considèrent la baie des glaciers comme étant leur patrie sacrée. Le National Park Service estime que « le parc national de Glacier Bay est la patrie spirituelle des Huna Tlingit, et la réserve nationale de Glacier Bay est la patrie de l'unité Ghunaaxhoo Kwaan de la tribu des Yakutat Tlingit ». L'histoire orale des tribus confirme qu'elles ont été repoussées et ont migré vers le sud lorsque le glacier a avancé. Elles sont revenues dans la région lorsque le glacier s'est retiré dans les années 1880. Il y a 60 sites protohistoriques ou historiques dans la baie Glacière, qui sont identifiés avec des Indiens Tlingits ou des Euro-américains. Ils font partie intégrante des habitants de la côte nord-ouest présumés appartenir aux clans Haïdas, Tlingit ou Eyak. Leurs colonies existaient même dans les années 1880 à Dry Bay, Excursion Inlet, Point Couverden et la région de Port Frederick (maintenant connue sous le nom de Hoonah) et Dundas Bay. Un cimetière Tlingit de l'époque a également été localisé dans le parc. La chasse, la cueillette et la pêche saisonnières étaient leur mode de vie, tissées autour d'un village central, avec des camps de pêche et de chasse changeants. Les indigènes se nourrissaient de saumons de la région. Une société complexe a évolué avec de riches traditions artistiques. Les Tlingits ont affirmé que leur mode de vie lié à la pêche avait été aidé pendant les années du monument national, ce qui a empêché la pêche commerciale. Après que la région soit devenue un parc national, leurs activités de pêche et de chasse ont été réduites, à l'exception de certaines exemptions religieuses. Cependant, l'administration du parc national interagit étroitement avec les Tlingits pour favoriser leur patrimoine culturel. Ils ont accès au parc pour « récolter des baies, une variété de fruits de mer et des articles à usage traditionnel tels que les racines d'épinette et les poils de chèvre de montagne (pour tisser des couvertures traditionnelles) ». De plus, le parc prévoit d'établir une maison longue Tlingit près de son bureau principal, où la culture Tlingit serait pleinement mise en valeur et faciliterait également la tenue d'événements culturels.

### Climat
La baie des Glaciers a un climat frais et humide de forêt pluviale tempérée côtière. Trois zones climatiques ont été distinguées dans la baie : la côte extérieure le long du golfe d'Alaska, qui enregistre des températures douces et des précipitations plus élevées, mais connaît moins de chutes de neige ; la partie supérieure de la baie où il fait beaucoup plus froid et où il y a de fortes chutes de neige ; la partie inférieure de la baie, qui connait de fortes précipitations tout au long de l'année.
Dans l'ensemble de la baie, les températures estivales varient entre 10 et 60 °C, tandis que les températures hivernales se situent entre -7 et −1 °C, avec un minimum de −23 °C.
Les précipitations annuelles prennent la forme de pluie et de neige. En moyenne, 228 jours de précipitations par an sont enregistrés, de l'ordre de 180 à 200 cm dont 4,3 m de neige annuelle ; la chute de neige la plus élevée enregistrée est de l'ordre de 30 m dans les montagnes Fairweather.

## Faune et flore
L'environnement de la Baie des Glaciers a été divisé en quatre principaux écosystèmes terrestres, à savoir la toundra humide, la forêt côtière à pruche de l'Ouest et épicéa de Sitka, la toundra alpine et les glaciers et champs de glace. À l'intérieur de la baie proprement dite se fait une nouvelle division en trois principaux écosystèmes marins, à savoir « à l'intérieur et autour du plateau continental, des côtes battues par les vagues et des estuaires des fjords ».
Les plantes se sont progressivement déplacées à mesure que le glacier battait en retraite, de sorte qu'une forêt d'épinettes et de pruches vieille de 200 ans existe actuellement à l'entrée, conquise progressivement par des mousses et lichens à la tête de la baie. À cause du changement climatique local actuel, certains glaciers reculent maintenant à un rythme pouvant atteindre un quart de mile par an.
Le recul des glaciers a exposé les zones terrestres et, par conséquent, des « communautés végétales et des populations animales allant des espèces pionnières dans les zones récemment exposées par le recul des glaciers aux communautés culminantes des écosystèmes côtiers et alpins plus anciens » sont apparues.

### Faune
En général, la vie sauvage de la Baie des Glaciers a est divisée entre la faune aquatique, l'avifaune et la faune ; 160 espèces de poissons marins et estuariens, 242 espèces d'oiseaux et 41 espèces de mammifères ont été recensées.

#### Ours
Des ours noirs et des grizzlis (ours bruns) sont observés dans la baie des Glaciers, dans la zone intertidale qu'ils fréquentent pour se nourrir. On les voit « racler des bernacles sur des rochers et grignoter des moules ». Ils sont repérés errant seuls le long des plages de la baie des Glaciers à la recherche de saumons. Les ours noirs habitent généralement les zones boisées du sud de la baie. Les ours bruns se trouvent principalement dans les zones glaciaires du nord, plus récemment de la baie des Glaciers. Parfois, des ours noirs sont aperçus près des glaciers ou près de la ville de Gustavus. Les ours se déplacent le long de pistes faciles telles que les plages, les lits des ruisseaux et les vallées fluviales. Les emplacements où les ours sont le plus couramment observés sont la Bartlett Cove, la rivière Bartlett, les îles Beardslee et les emplacements North et South Sandy Cove pour les ours noirs, tandis que les ours bruns sont souvent vus au nord de Tidal Inlet sur le bras ouest du glacier et au nord de Adams Inlet sur le bras est. On les voit également nager dans la baie, traversant d'une rive à l'autre. Le saumon est leur nourriture préférée, à l'exception des bourdons, des puces de sable, des œufs d'oiseaux, des oiseaux, des campagnols et des carcasses de mammifères marins,.

#### Baleines
Des baleines à bosse ont été aperçues dans la partie inférieure de la baie Glacier ; également dans le Sitakaday Narrows, le Whidbey Passage et les eaux autour de la South Marble Island. Pour les kayakistes, Hugh Miller Inlet et les îles Beardslee sont de bons endroits pour observer les baleines, à une distance de sécurité d'environ un quart de mile. Des baleines grises, des petits rorquals et des orques sont également observés.

#### Phoques et marsouins
Des phoques communs, des otaries à fourrure du Nord, des loutres de mer, des marsouins communs, des marsouins de Dall et des otaries de Steller sont également observés dans la baie des Glaciers.

#### Autres mammifères
Les mammifères terrestres observés dans la baie des Glaciers sont les suivants : ours bleus (glacier), orignal, cerf de Virginie, Chèvre des montagnes Rocheuses, loup, coyote, lynx, carcajou, marmotte, loutres terrestres et fluviales, belettes, hermine, vison, écureuils, castors et renard roux. On trouve aussi des porcs-épics, des campagnols, des musaraignes, des lièvres et des chauve-souris.

#### Avifaune
200 espèces d'oiseaux ont été recensées dans la baie. Il s'agit notamment du Pygargue à tête blanche, de l'Aigle royal, du corbeau, de l'Épervière boréale, de la Grue du Canada, du Plongeon huard, du Geai de Steller, de l'Uria, du cormoran, du macareux, du guillemot, de l'Huîtrier, des hérons, oies, des canards, Lagopède à queue blanche, corneilles, balbuzard pêcheur, tétras, pics, Guillemot colombin, moineaus, bécasseaus, pluvier, sterne arctique, mouettes tridactyles et goélands.

#### Poissons
La baie est un lieu de reproduction pour de nombreuses espèces de poissons : Chinooks, Kétas, saumons rouges, roses et coho, flétans, truites dont Truite arc-en-ciel, Dolly Vardens, lingues, poissons blancs, poissons noirs, chars et harengs. Les crustacés sont notamment représentés par les crabes dormeurs, les pétoncles, les crevettes et les palourdes. Le saumon est une nourriture très importante pour les ours, en particulier à la fin de l'été et à l'automne. Dans la partie sud de la baie, les ruisseaux regorgent de saumons. On voit ces poissons coloniser également le nord de la baie, à la suite du recul de nombreux glaciers et de l'émergence de ruisseaux. Cette source de nourriture saumonée devrait soutenir davantage de populations d'ours dans les années à venir.

### Végétation
La recolonisation et la succession des plantes se sont produites dans la baie des Glaciers à la suite du recul des glaciers au cours des 300 dernières années environ. Par la suite, le paysage était considéré comme brut. Une comparaison donnée : « c'était comme voir un hibou sans plumes ». Un désert végétal a été créé, qui a finalement abouti à la forêt côtière. 333 espèces de plantes vasculaires de taxons individuels ont été enregistrées dans la baie Glacier. Des fourrés denses d'aulne de Sitka et de bois piquant abondent le long du littoral,.

## Repères

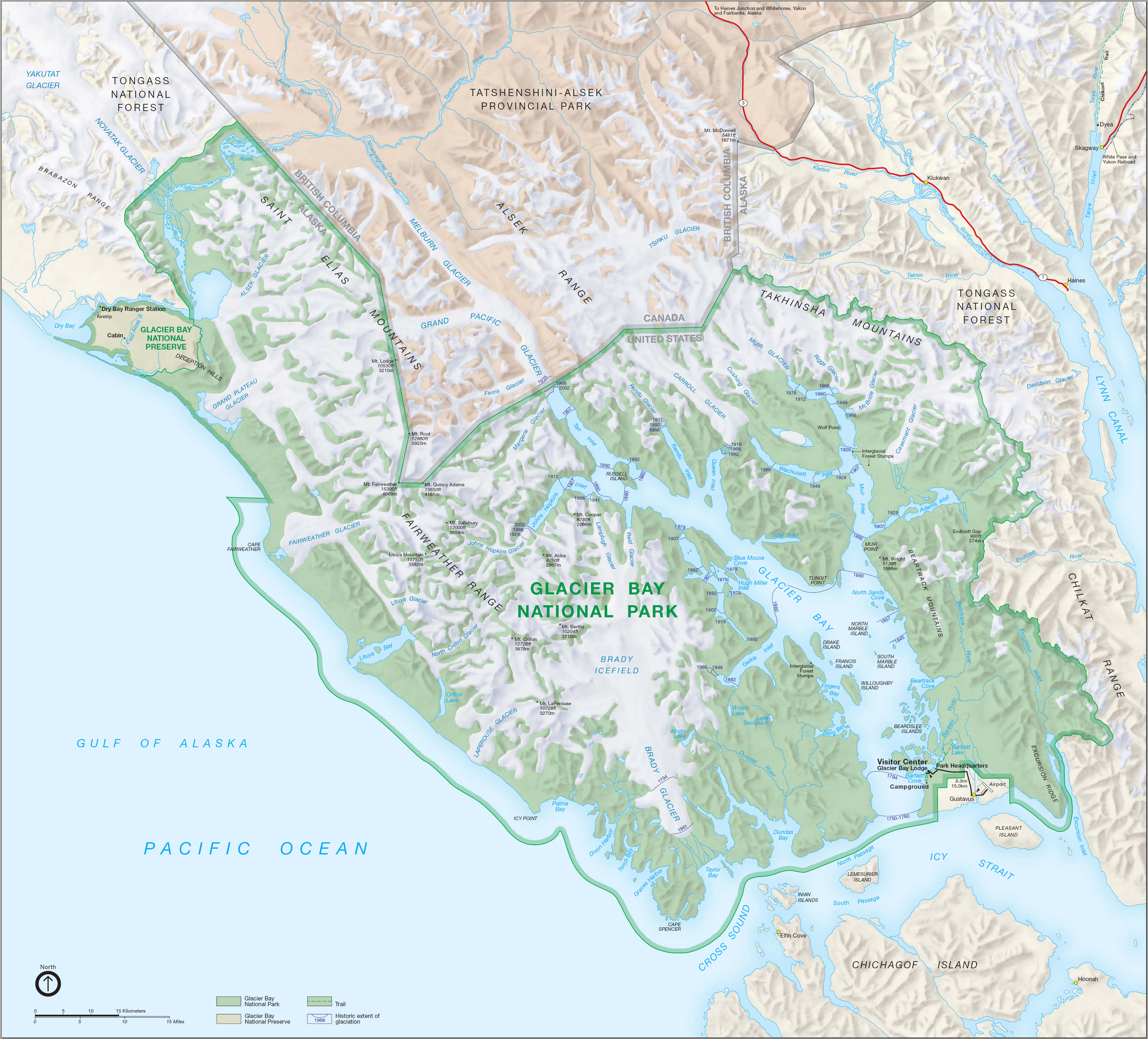
Une carte de la Baie des Glaciers.

Il y a 50 glaciers impairs identifiés dans la baie des Glaciers, qui sont à la fois de type terrestre et de marée. Certains des principaux bras de mer, glaciers et montagnes dans l'ordre de leur emplacement depuis l'entrée ont été identifiés sur la carte du National Park Service Map. À l'entrée de la baie, il y a (comme le montre la carte) la petite ville de Gustavus, puis le centre d'accueil du National Park Service et le Glacier Bay Lodge suivi de plusieurs îles dans le chenal principal. Sur le côté ouest du chenal, la première entrée est la crique Muir qui a plusieurs entrées et glaciers tels que la crique Adam, le glacier Casement, le glacier McBride, le glacier Riggs, le glacier Muir suivi par la crique Wachusett. En sortant de la crique Muir et en entrant et en naviguant vers le nord le long de la baie principale, sur la rive ouest, se trouvent la crique Gelkie, le glacier Reid et le glacier Lamplugh alimentés par le champ de glace Brady et le glacier Brady, suivis par le glacier Johns Hopkins, le glacier Margerie et le grand glacier du Pacifique à la tête de la baie. La ligne de la rive Est comprend le bras de mer Queen avec son glacier Carroll et le bras Rendu avec son glacier Rendu. La chaîne de collines Fairweather qui alimente les glaciers Johns Hopkins et Margerie forme la limite ouest de la baie des Glaciers et les plus hautes montagnes vues ici sont les monts Fairweather (4 700 m), Quincy Adams (4 160 m), Salisbury (3 700 m), Crillon (3 742 m), Bertha (3 110 m), Abbé (2 670 m) et Cooper (2 070 m). L'île principale, en face de la crique Johns Hopkins, est l'île Russel au milieu du chenal principal,.

### Glacier Muir

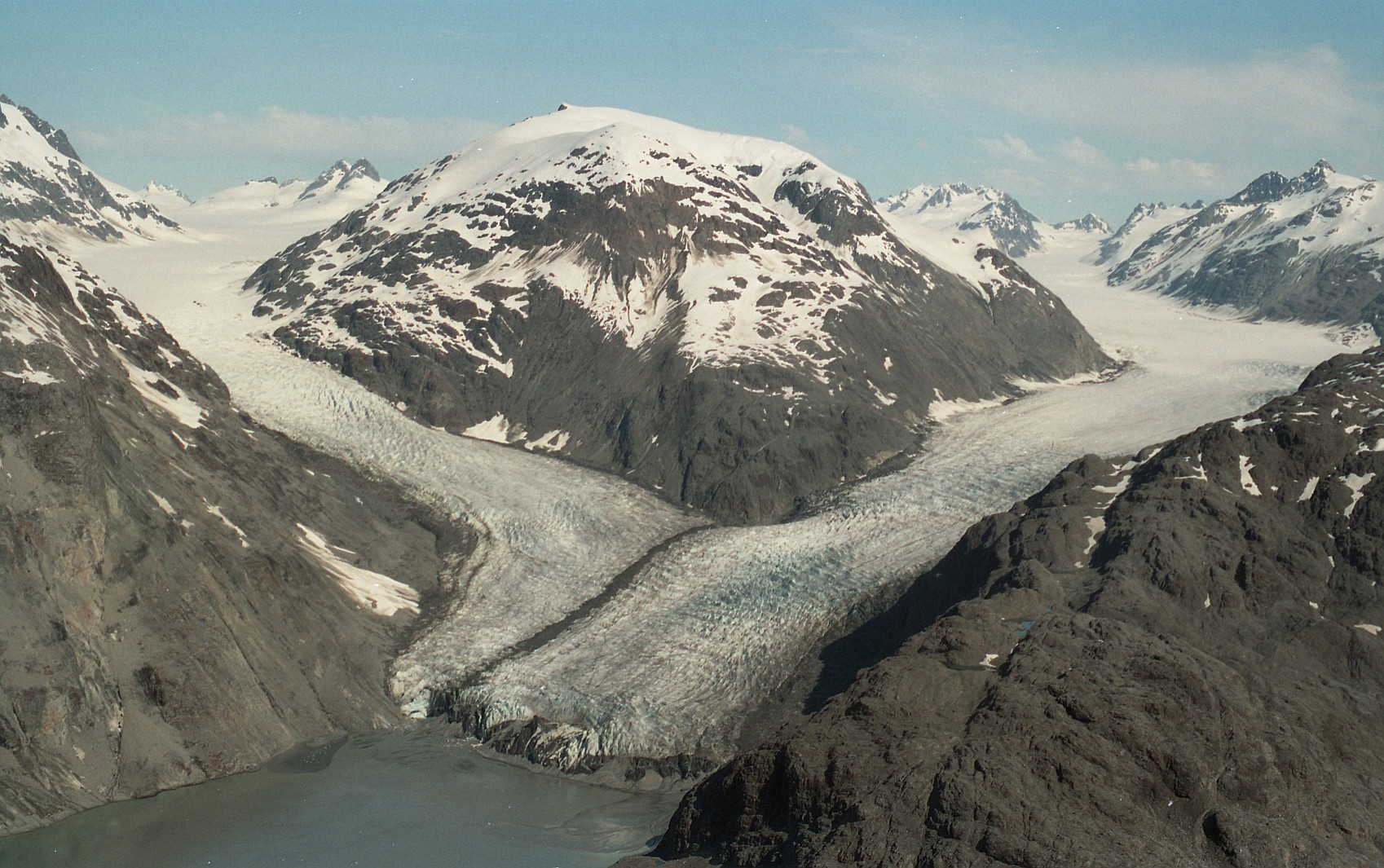
Le glacier Muir en 1994.

Le glacier Muir a été nommé d'après John Muir, le naturaliste qui l'a identifié en 1889. Le glacier Muir était autrefois un glacier d'eau de marée d'une largeur de 2,4 km, une longueur de 3,2 km et une hauteur de 80,8 m. Il s'est maintenant transformé en glacier terrestre ; il a reculé et ne se jette pas dans la mer. Son recul a été très rapide et bien documenté depuis sa position maximale à l'âge glaciaire à l'embouchure de la baie Glacier vers 1780. Au cours de sa phase de retrait qui a commencé en 1889, le vêlage a été intense. Le débit était au rythme d'environ 1 800 m par an ou environ 4,9 m par jour jusqu'en 1979 et, par conséquent, le glacier est devenu terrestre en 1993. Le débit aurait été de 15 cm par jour entre 1999 et 2001. Le glacier ne fait plus que 800 m de large, 46 m de haut, et s'étend sur 21 km. Le glacier Morse, son affluent, recule plus rapidement que le Muir. De plus, pendant ce processus de retrait, la fonte des glaciers a laissé deux grands deltas s'étendant sur une largeur d'environ 430 m au bord de l'eau à marée basse,.

### Glacier Reid

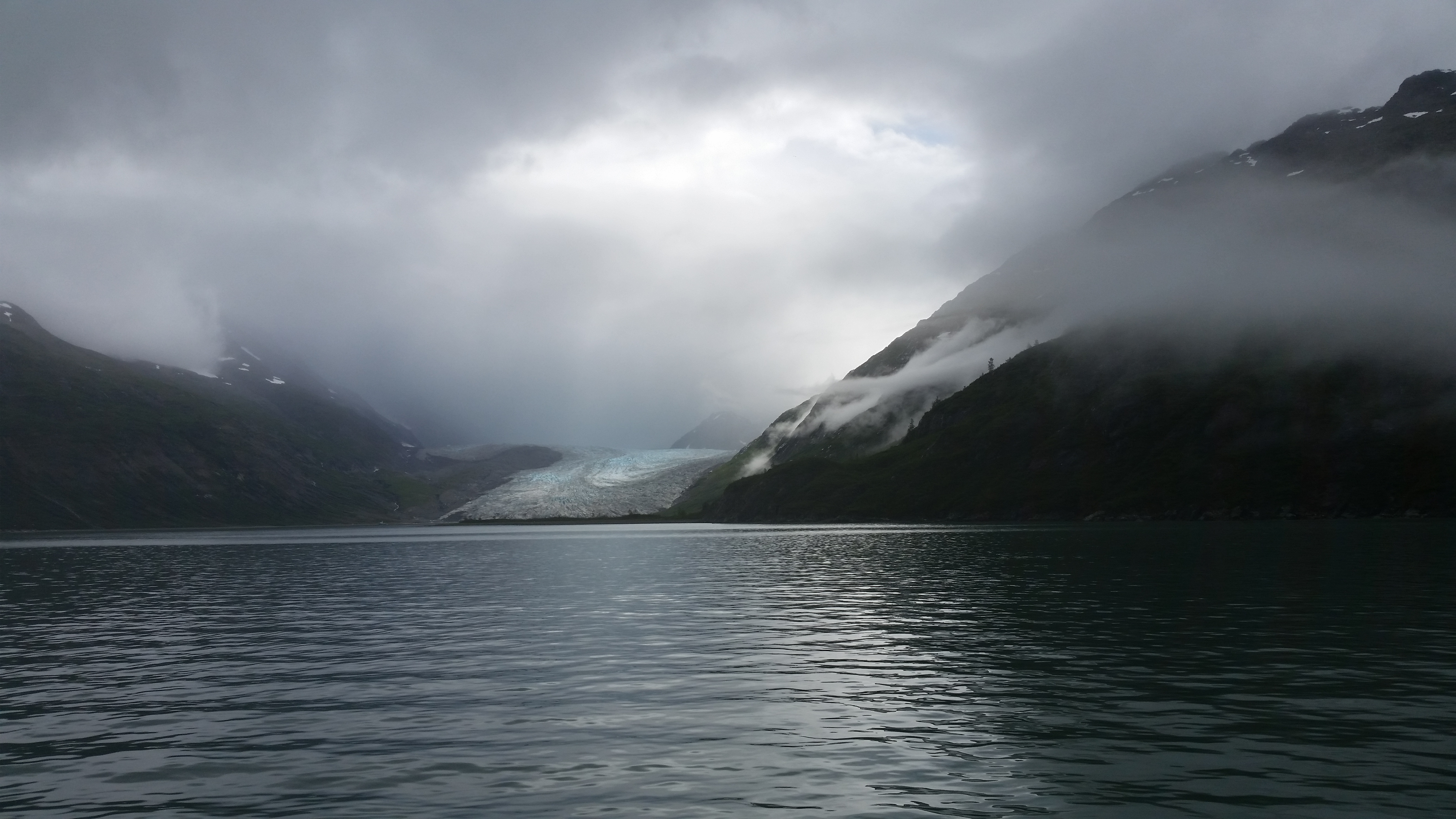
Glacier Reid en août 2016.

Le glacier Reid a été nommé par les membres de l'expédition Harriman en Alaska en hommage à Harry Fielding Reid (en) (1859-1944), professeur de géologie à l'Université Johns-Hopkins, bien connu pour ses études sur l'écoulement et la stratification des glaciers en Alaska et dans les Alpes. Le glacier a tire origine de Brady Icefield et a un débit de 4,6 m par jour. Au bord de l'eau, sa largeur est de 1,21 km, sa hauteur de 46 m et sa longueur de 16 km ; il se jette dans le Fjord de Bigourdan (en). Compte tenu de son retrait rapide, ce glacier est passé de l'eau des marées au glacier terrestre, en particulier sur ses largeurs d'un tiers Est et Ouest. Les dépôts de sédiments du glacier ont progressivement rempli les marges est et ouest à son entrée, comme on le voit lors des marées basses. Le tiers central du glacier, cependant, touche le bord de l'eau avec une profondeur enregistrée de 9,1 m d'eau, à marée haute. Cependant, les parois du fjord du glacier montrent également des traces de dépôts latéraux des glaciers jusqu'aux parois rocheuses,.

### Glacier Lamplugh

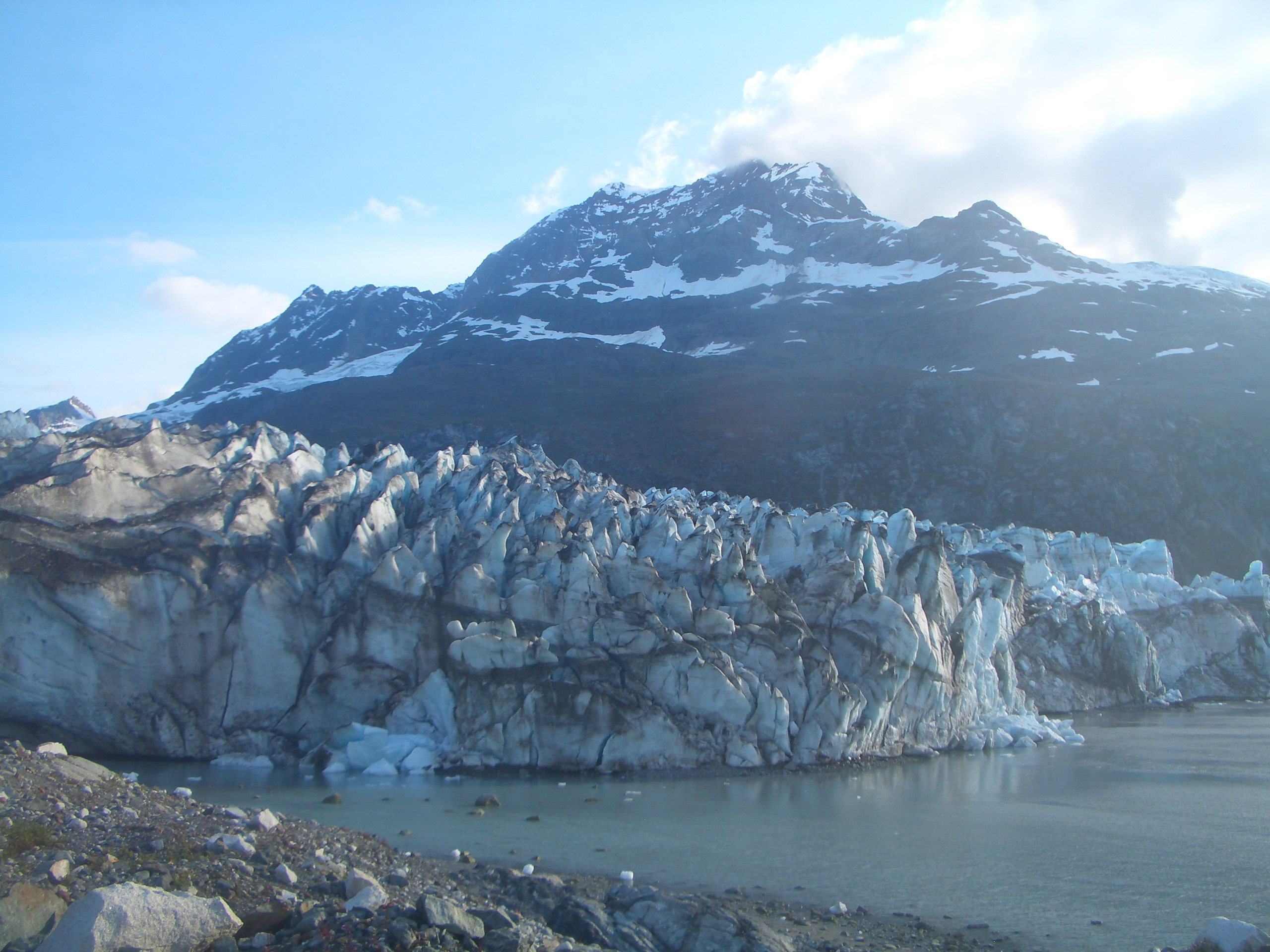
Vue sur le glacier Lamplugh.

Le glacier Lamplugh a été nommé par Lawrence Martin de l'Institut d'études géologiques des États-Unis (USGS) vers 1912 pour le géologue anglais George William Lamplugh (1859-1926), qui a visité la baie Glacier en 1884. Le glacier prend sa source dans le champ de glace de Brady à l'est de Fairweather Range. Il est large d'environ 1,21 km au bord de l'eau. Sa hauteur atteint 46 à 49 m avec une profondeur de 3 à 12 m à la ligne de flottaison. Il s'étend sur plus de 26 km. Le débit de glace provenant du glacier est estimé à 270 à 300 m par an et est noté en recul dans la partie centrale et orientale de la face glaciaire à cause du vêlage ; la partie ouest est cependant vue principalement échouée sauf pendant la marée haute. Dans la partie centrale, un ruisseau sous-glaciaire s'est développé qui se déplace latéralement. Ce phénomène est attribué au dépôt de sédiments fluviaux dans la baie. Il forme un delta, comme observé à marée basse. Il en résulte également que l'eau passe du brun au beige,.

### Johns Hopkins Inlet

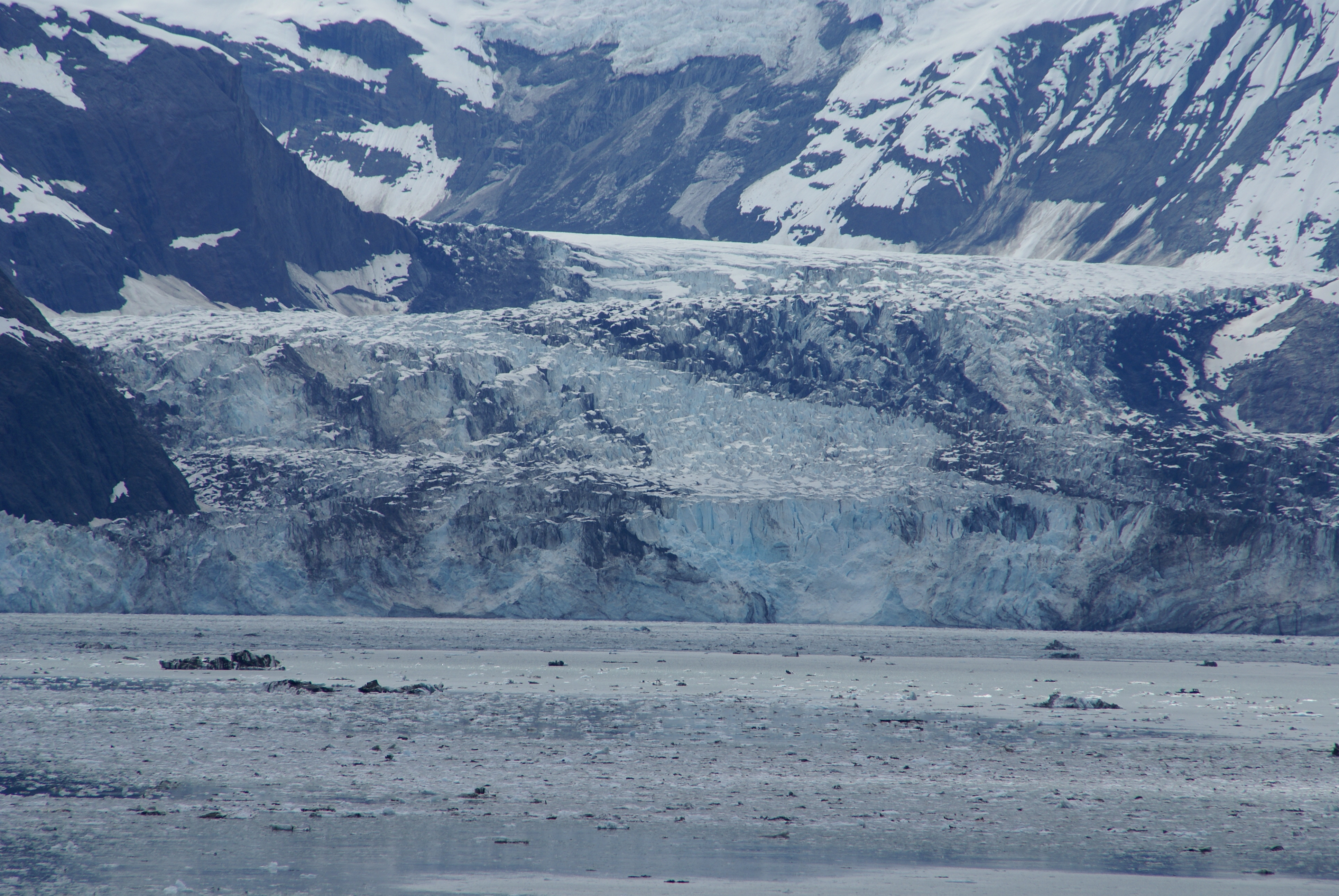
Glacier Johns Hopkins.

Le Johns Hopkins Inlet est un superbe fjord long de 14 km qui possède plusieurs glaciers d'eau de marée. Le glacier Lamplugh est à environ 2,4 km de l'entrée ; plus à l'intérieur se trouve le glacier Johns Hopkins, le plus grand glacier de marée de la Baie des Glaciers ; à côté de lui se trouve le glacier Gilman suivi du glacier Hoonah plus haut. Ce sont tous des glaciers de marée. Les blocs de glace flottent dans l'entrée, ce qui est assez dangereux pour la navigation de plaisance ou le kayak ; la prudence est de rigueur pour ces activités. Le Johns Hopkins Inlet est interdit aux bateaux en mai et juin afin de protéger les bébés phoques communs non sevrés.

### Glacier Johns Hopkins
Le glacier Johns Hopkins s'élève de la chaîne Fairweather sur les pentes Est du mont Lituya et du mont Salisbury et a un flux vers l'est en direction de la tête de l'inlet Johns Hopkins, à 1,6 km au sud-ouest du terminus du glacier Clark et à 127 km au nord-ouest de Hoonah. Sa roche, sa glace et sa neige représentent différentes couleurs impressionnantes telles que le gris, le bleu et le blanc. Il a été nommé en 1893 par HF Reid d'après l'Université Johns Hopkins de Baltimore, Maryland, qui a parrainé une expédition sur ce glacier. C'est le seul glacier de marée qui progresse actuellement (son avancée a commencé en 1924 lorsque le Grand Pacific Glacier a commencé à reculer vers Tarr Inlet) et est combiné avec le glacier Gilman (d'abord attaché à Hopkins dans les années 1990, il s'est rompu et l'a rejoint plusieurs fois et encore une fois, il semble rejoint depuis 2000) ; les deux avancent comme un seul bloc de glace, et au bord de l'eau, a une largeur de 1,6 km avec une profondeur de 76 m, s'élève à une hauteur de 76 m et s'étend sur environ 19 km en amont. Le vêlage sous-marin a également été enregistré,.
Le glacier Johns Hopkins, par exemple, ne peut être approché à plus de 3,2 km environ par la mer à cause du volume des blocs de glace qui se détachent de ses falaises. La plupart des visiteurs du parc viennent en bateau de croisière et voient ainsi les glaciers depuis l'eau,.

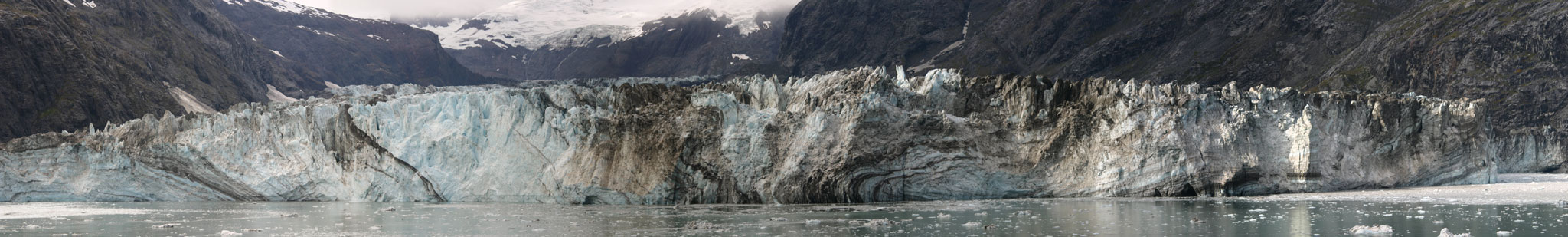
Museau du glacier Johns Hopkins.

### Glacier Gilman

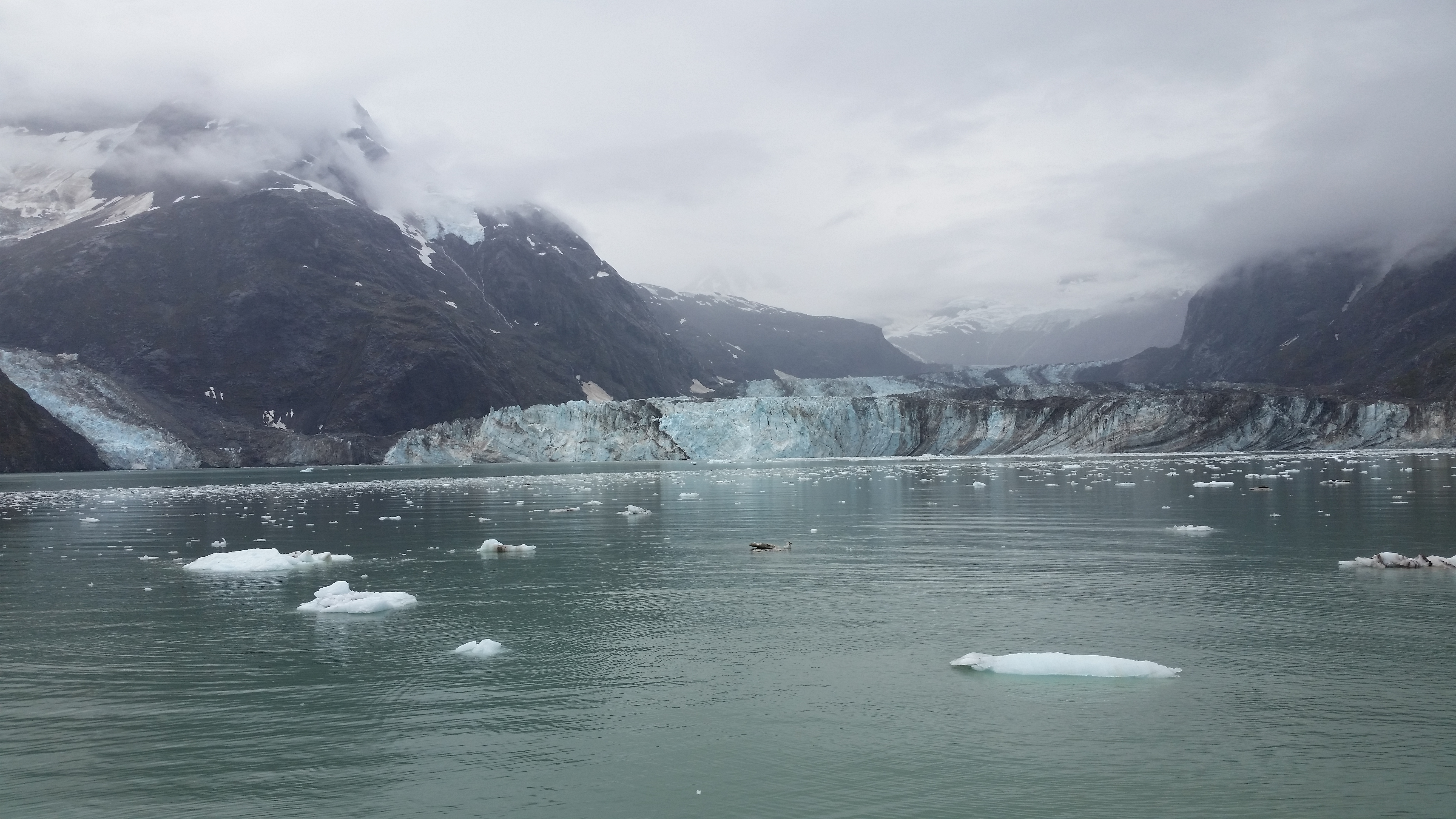
Glaciers Gilman et Johns Hopkins en août 2016.

Le Glacier Gilman s'est attaché au Glacier Johns Hopkins en 1990. Au cours de la décennie suivante, les deux glaciers ont fusionné et cela plusieurs fois. Cependant, en 2000, il a de nouveau été attaché au glacier Johns Hopkins et les deux progressent ensemble de 46 à 61 m.

### Tarr Inlet
Le Tarr Inlet à la tête de la baie Glacier est une scène de glace et de neige, et se trouve au coin de la baie de Johns Hopkins Inlet. Cette entrée offre une excellente vue sur le glacier Grand Pacific au nord et le glacier Margerie à l'ouest. La ligne de la rive ouest de cette crique est escarpée et rocheuse, s'étend sur 6,4 km jusqu'à un petit ruisseau où une plage s'est formée. 4,8 km supplémentaires le long du chenal, un pommeau de glacier se voit au centre de la rive ouest de la baie. Une formation d'anse ici offre de bons terrains de camping, où des vents forts et des coulées de glace sont expérimentés. Cet emplacement offre également une vue panoramique sur l'inlet Tarr. Deux miles au nord de cet endroit se trouve le glacier Margerie. Le glacier Grand Pacific est situé sur le côté est du glacier Margerie, à la tête de l'inlet Tarr, où un lavage à grande échelle de gravier est observé. Depuis le Grand Pacific, l'inlet Tarr continue sur 8 km avec une côte escarpée de gravier entrecoupée de ruisseaux mineurs séparés par des eaux de lavage de gravier.

### Glacier Margerie
Le glacier Margerie, long de 34 km, commence sur le versant sud du mont Root, à la frontière entre l'Alaska et le Canada dans la chaîne Fairweather (altitude supérieure à 2 700 m), et coule vers le sud-est et le nord-est jusqu'à Tarr Inlet, 1,6 km au nord du terminus du glacier Grand Pacific et à 140 km au nord-ouest de Hoonah. Il a été nommé en hommage au célèbre géographe et géologue français Emmanuel de Margerie (1862-1953), qui a visité la baie des Glaciers en 1913,. Situé à l'extrémité profonde de la baie Glacier, le glacier Margerie s'étend sur une largeur d'environ 1,6 km et s'étend en amont sur une longueur de 34 km jusqu'à sa source sur le versant sud de la colline du mont Root, à la frontière entre l'Alaska et le Canada. Le mont Root, d'une altitude de 3 920 m, appelé Boundary Peak 165, est une montagne en Alaska et en Colombie-Britannique faisant partie de la chaîne Fairweather des montagnes Saint Elias.

### Glacier du Grand Pacifique
Le glacier Grand Pacific, à la tête de l'inlet Tarr au nord, a une face striée recouverte de gravier et de pierres (épais de près d'1 m dans de nombreux domaines). Les glissements de terrain et les moraines médianes couvrent une grande partie du côté est du glacier, s'étendant jusqu'aux deux tiers environ de la largeur de la glace. Ce n'est pas un glacier actif. Au début du XVIIIe siècle, il s'agissait d'un seul bloc de glace dans le golfe d'Alaska, lorsque le capitaine Vancouver l'a vu pour la première fois, qui a reculé jusqu'à l'emplacement actuel qui est à 105 km de la baie des Glaciers. Sur le site actuel, le glacier Grand Pacific a une largeur de 3,2 km avec une profondeur d'eau de 9,1 m et d'une hauteur moyenne de 46 m et s'étend sur jusqu'à 56 km. Il vêle dans l'inlet Tarr et sa partie ouest des deux tiers est formée par l'affluent du grand glacier. Son débit serait d'environ 460 m par an, soit 1,2 m par jour. Cependant, la partie orientale du glacier se déplacerait à une vitesse d'environ 4,6 à 55 m par an. Le glacier Margerie avait fusionné avec ce glacier en 1992. Alors que le glacier commençait à reculer, il s'est éloigné de Margerie et seul un petit ruisseau sépare maintenant les deux glaciers,.

### Chaînon Fairweather

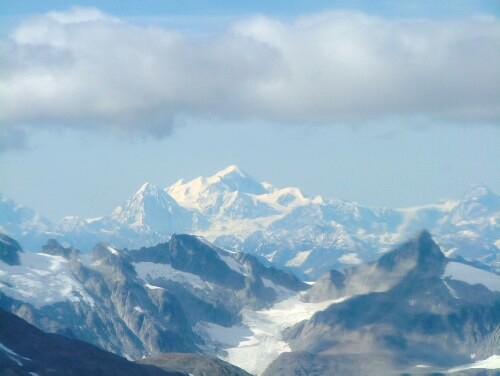
Le Chaînon Fairweather.

Le Chaînon Fairweather est le nom non officiel d'une chaîne de montagnes située dans l'État américain de l'Alaska et dans la province canadienne de la Colombie-Britannique. C'est la chaîne la plus au sud des montagnes de Saint Elias. La section la plus au nord de l'aire de répartition est située dans le parc provincial Tatshenshini-Alsek tandis que la section la plus au sud réside dans le parc national de Glacier Bay dans la zone de recensement de Hoonah-Angoon. Entre les deux, il passe par le coin sud-est de l'arrondissement de Yakutat. Les sommets de cette plage comprennent le mont Fairweather, le point culminant de la Colombie-Britannique et le mont Quincy Adams de 4 150 m.
Entre la baie et la côte, les sommets enneigés de la chaîne Fairweather capturent l'humidité provenant du golfe d'Alaska et, à leur tour, engendrent les plus grands glaciers du parc. Le mont Fairweather est le plus haut sommet de la chaîne Fairweather, et ne correspond pas à son nom car il a un terrain très dur.

#### Mont Fairweather

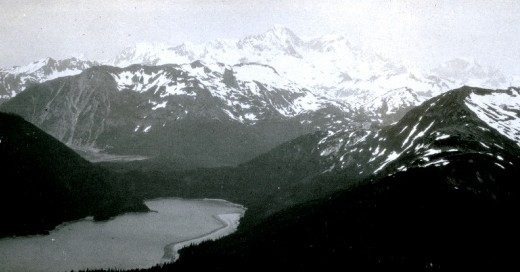
Mont Fairweather au centre.

Le Mont Fairweather (officiellement répertorié sous le nom de Fairweather Mountain au Canada mais appelé Mount Fairweather) est situé à 20 km à l'est de l'océan Pacifique dans la région de Glacier Bay. Bien que la majeure partie de la montagne se trouve dans la ville et l'arrondissement de Yakutat, le sommet se trouve également dans le parc provincial Tatshenshini-Alsek, en Colombie-Britannique, ce qui en fait le point culminant de cette province. Il est également désigné Boundary Peak 164 ou US/Canada Boundary Point #164. La montagne a été nommée le 3 mai 1778 par le capitaine James Cook  apparemment à cause du temps exceptionnellement beau à l'époque. Le nom a été traduit différemment. Il a été appelé « Mont Beautemps » par La Pérouse (1786, atlas), Mte. Buen-tiempo par Galiano (1802, carte 3), Gor[a]-Khoroshy-pogody sur la carte du service hydrographique russe de 1378 en 1847, et G[ora] Fayerveder par le capitaine Tebenkov (1852, carte 7), Marine impériale russe. Il a été appelé Schonwetterberg par Constantin Grewink en 1850 et Schonwetter Berg par Justus Perthes en 1882. Le mont a été escaladé pour la première fois en 1931 par Allen Carpé et Terris Moore.